# Croix de chemin de Notre-Dame du Val
La croix de chemin de Notre-Dame du Val est un monument situé à Sotteville-sur-Mer, en Normandie.

## Localisation
La croix est située 4 route de Rouen.

## Historique
La croix est datée du XVIIe siècle et est liée à une léproserie créée par l'abbaye de Fécamp au XIIe siècle.
Le monument est inscrit comme monument historique depuis le 28 septembre 2006.

## Description
Le calvaire est en grès. Le fût est de forme octogonale et est surmonté d'une croix en ferronnerie.